# Esteban Gabriel Merino
Esteban Gabriel Merino (ur. ok. 1472 w Santisteban del Puerto, zm. 28 lipca 1535 w Rzymie) – hiszpański kardynał.

## Życiorys
Urodził się około 1472 roku w Santisteban del Puerto, jako syn Alonsa Merino. Na początku XVI wieku, przybuwając z Ascanio Sforzą w Bourges trafił na pewien czas do więzienia. Po uwolnieniu został protonotariuszem apostolskim, a Juliusz II wysłał go o Florencji, by uzyskać pomoc w zdobyciu Bolonii. W 1507 roku spotkał się z Ferdynandem Aragońskim, z którym negocjował koalicję antywenecką. 9 maja 1513 roku został wybrany arcybiskupem Bari. Rzadko wiuzytował archidiecezję i zarządzał nią głównie poprzez wikariusza apostolskiego. Najprawdopodobniej pod koniec 1514 roku przyjął święcenia kapłańskie i sakrę. W 1516 roku został biskupem León. Warunkiem przejęcia diecezji była konieczność rezydowania tam przez minimum dwa lata. Gdy Merino nie wywiązał się z obietnicy, król napisał do niego list, który został pokazany papieżowi. Leon X nie zezwolił biskupowi na opuszczenie Rzymu i w jego imieniu przeprosił Ferdynanda. Jednak w 1520 roku Merino udał się do León, lecz z powodów warunków polityznych zmuszony był zostać tam przez trzynaście lat. W 1522 roku został nuncjuszem we Francji, by negocjować pokój pomiędzy Franciszkiem I i Karolem V. W 1523 roku został biskupem Jaén. W 1529 roku wziął udział w koronacji Karola V, a rok później zrezygnował z archidiecezji Bari. W 1530 roku został patriarchą Indii Zachodnich. 21 lutego 1533 roku został kreowany kardynałem prezbiterem i otrzymał kościół tytularny S. Vitale. W 1535 roku został biskupem Gaety i administratorem apostolskim Bovino. Zmarł 28 lipca 1535 roku w Rzymie.